# Метелинська сільська рада
Мете́линська сільська рада (рос. Метелинский сельский совет) — муніципальне утворення у складі Дуванського району Башкортостану, Росія. Адміністративний центр — село Метелі.

## Населення
Населення — 1013 осіб (2019, 1092 в 2010, 1094 в 2002).

## Склад
До складу поселення входять такі населені пункти:
| Населений пункт   | Населення, осіб (2002) | Населення, осіб (2010) |
| ----------------- | ---------------------- | ---------------------- |
| Гладких, присілок | 14                     | 12                     |
| Метелі, село      | 1080                   | 1080                   |